# Anarchist from Colony
Anarchist from Colony ist eine Filmbiografie über den Anarchisten Park Yeol. Regie führte Lee Jun-ik. Der Film startete am 28. Juni 2017 in den südkoreanischen Kinos.

## Handlung

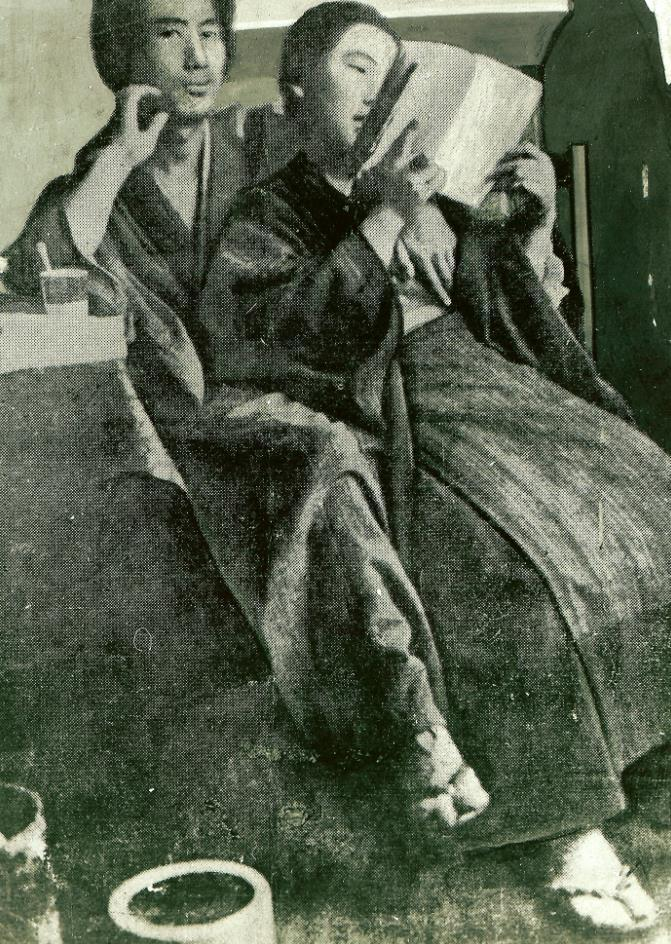
Park Yeol und Kaneko Fumiko

Die Handlung beginnt 1923 in der japanischen Hauptstadt Tokio. Als Koreaner wird Park Yeol von vielen Japanern nur als Bürger zweiter Klasse behandelt. Er erkennt viel Ungerechtigkeit in der Bevölkerung und hält die Monarchie und die Vergötterung des Tennō als falsch. Er führt eine anarchistische Gruppe mit sozialistischen Zügen, deren Mitglieder vor allem Koreaner, aber auch Japaner sind. Eines Tages liest die Japanerin Kaneko Fumiko ein Gedicht, das sie sehr beeindruckt. Als sie hört, dass es von Park Yeol ist, hat sie großes Interesse an ihm. Sie verlieben sich ineinander und leben zusammen, heiraten aber nicht. Beide übersetzen sozialistische und anarchistische Werke und planen, ein eigenes Werk zu verfassen. Außerdem trifft sich Parks anarchistische Gruppierung regelmäßig. Sie planen einen Bombenangriff auf Prinz Hirohito und wollen dazu eine Bombe aus Shanghai nach Tokio schmuggeln.
Am 1. September kommt es zum Großen Kantō-Erdbeben. Die Bevölkerung ist verunsichert und die Regierung fürchtet die Ausnutzung dieser Situation und Aufstände. Minister Mizuno Rentarō behauptet, Koreaner würden die Brunnen vergiften, nennt seine Quellen aber nicht. Unter diesem Vorwand lässt er Koreaner gefangen nehmen. Außerdem machen einige Japaner jagt auf Koreaner und massakrieren diese. Insgesamt verlieren etwa 6000 Koreaner ihr Leben. Park Yeol und seine Gruppe ließen sich in weißer Voraussicht bereits zuvor von der Polizei festnehmen. Park ahnte bereits, dass das passieren würde.
Da die Festnahmen ohne irgendwelche Beweise geschahen, steht Mizuno unter Druck. Er braucht einen Koreaner, mit dem er beweisen kann, dass seine Handlung gerechtfertigt war. Dabei stößt er auf Park Yeol und seine Gruppe. Durch die Folterung von zwei japanischen Mitgliedern der Gruppe hat die Polizei erfahren, dass sie einen Bombenanschlag planten. Park streitet dies zunächst ab, doch Fumiko bestätigt die Aussage. Schließlich nutzt Park die Situation für seine Zwecke aus und vermittelt seinen Gegenübern seine Abneigung gegen die japanische Monarchie. Sie planten einen Anschlag gegen den Prinzen. Außerdem sagt er, dass niemand anders in der Gruppe von dem Plan gewusst habe, sodass diese aus der Haft entlassen werden. Park Yeol und Fumiko haben sich mit ihrem Schicksal, der Verurteilung zum Tode, bereits abgefunden, und wollen den Fall so groß wie möglich machen. Er nutzt die Gerichtsverhandlungen, um auf das Massaker nach dem Erdbeben aufmerksam zu machen.
Wie erwartet werden beide zunächst zum Tode verurteilt. Die Regierung fürchtet jedoch das Signal, das Park als Märtyrer senden würde. Also erlässt der Tennō eine Abmilderung der Strafe, eine lebenslange Freiheitsstrafe. Außerdem werden Fumiko und Park voneinander getrennt. Nur eine koreanische Zeitung berichtet den wahren Sachverhalt, während die japanischen Zeitungen zensieren, beschönigen und Falschmeldungen schreiben. Fumiko hat in ihrer Gefangenschaft ihre Lebensgeschichte niedergeschrieben. Unter ungeklärten Umständen kommt sie zu Tode. Park verbleibt in Haft bis zum Ende der japanischen Besatzung Koreas.

## Rezeption
In Südkorea hatte der Film über 2,3 Millionen Kinobesucher. Shim Sun-ah von Yonhap bezeichnet den Film als „dramatisierte aber sehr realistische und genaue […] Adaption“. Allerdings gebe es nur eine schwache Charakterentwicklung, so dass keine emotionale Verbindung zu den Figuren aufkäme. Ganz anders als bei Lees vorherigen Erfolgfilm Dongju: The Portrait of A Poet. Der Film sei sehr Fakten basiert, biete aber anders als andere Erfolgsfilme der letzten Jahre, die zur Kolonialzeit spielen, wie Assassination (2015) und The Age of Shadows (2016), keine spektakulären Actionsequenzen oder umwerfende Bildeinstellungen, und „fühle sich so lediglich an wie gesundes, aber geschmackloses Essen“.

## Auszeichnungen
Daejong-Filmpreis 2017
- Auszeichnung in der Kategorie Beste Regie für Lee Jun-ik
- Auszeichnung in der Kategorie Beste Hauptdarstellerin für Choi Hee-seo
- Auszeichnung in der Kategorie Beste Neue Schauspielerin für Choi Hee-seo
- Auszeichnung in der Kategorie Bestes Szenenbild für Lee Jae-seong
- Auszeichnung in der Kategorie Bestes Kostümdesign für Shim Hyun-sup

Buil Film Awards 2017
- Auszeichnung in der Kategorie Beste Neue Schauspielerin für Choi Hee-seo
- Auszeichnung in der Kategorie Bestes Drehbuch für Hwang Seong-gu

Korean Association of Film Critics Awards 2017
- Auszeichnung in der Kategorie Beste Neue Schauspielerin für Choi Hee-seo
- Auszeichnung in der Kategorie Bestes Drehbuch für Hwang Seong-gu
- 10 Beste Filme des Jahres

The Seoul Awards 2017
- Auszeichnung in der Kategorie Bester Film
- Auszeichnung in der Kategorie Beste Neue Schauspielerin für Choi Hee-seo

Busan Film Critics Awards 2017
- Auszeichnung in der Kategorie Beste Neue Schauspielerin für Choi Hee-seo

Blue Dragon Awards 2018
- Auszeichnung in der Kategorie Beste Neue Schauspielerin für Choi Hee-seo

KOFRA Film Awards 2018
- Auszeichnung in der Kategorie Beste Neue Schauspielerin für Choi Hee-seo

Baeksang Arts Awards 2018
- Auszeichnung in der Kategorie Beste Neue Schauspielerin für Choi Hee-seo

Chunsa Film Art Awards 2018
- Auszeichnung in der Kategorie Beste Neue Schauspielerin für Choi Hee-seo